# Амурріо
Амурріо (баск. Amurrio, ісп. Amurrio) — муніципалітет в Іспанії, у складі автономної спільноти Країна Басків, у провінції Алава. Населення — 10 281 особа (2022).
Муніципалітет розташований на відстані близько 300 км на північ від Мадрида, 34 км на північний захід від Віторії.
На території муніципалітету розташовані такі населені пункти: Амурріо (адміністративний центр), Алоріа, Артоманья, Барамбіо, Деліка, Ларрімбе, Лекаманья, Лесама, Сарачо, Тертанга.

## Демографія
Динаміка населення (INE ):

## Галерея зображень

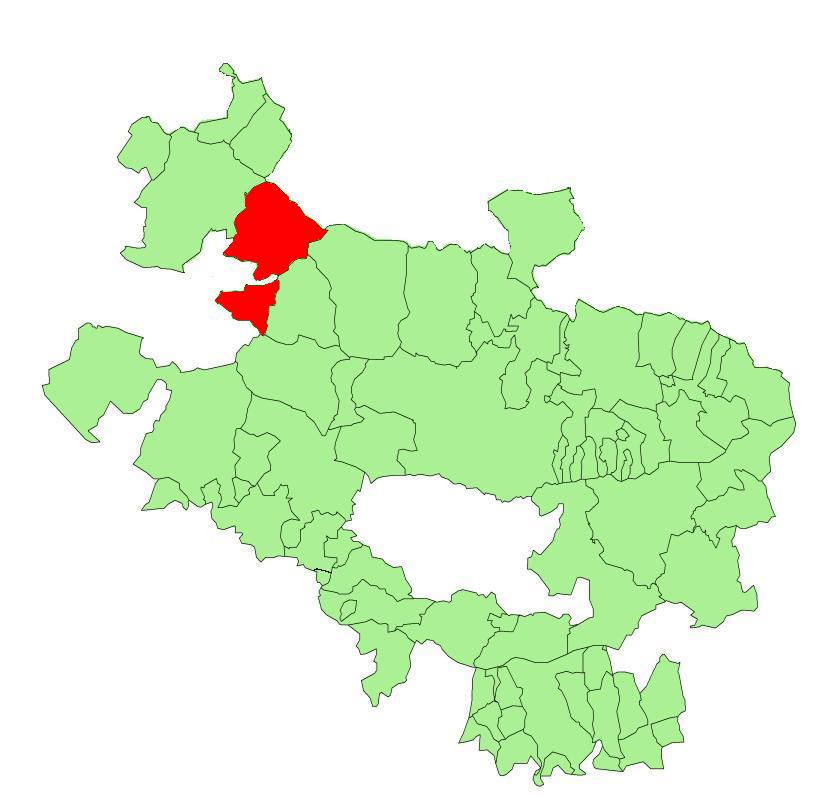
Розташування муніципалітету
Церква у Амурріо
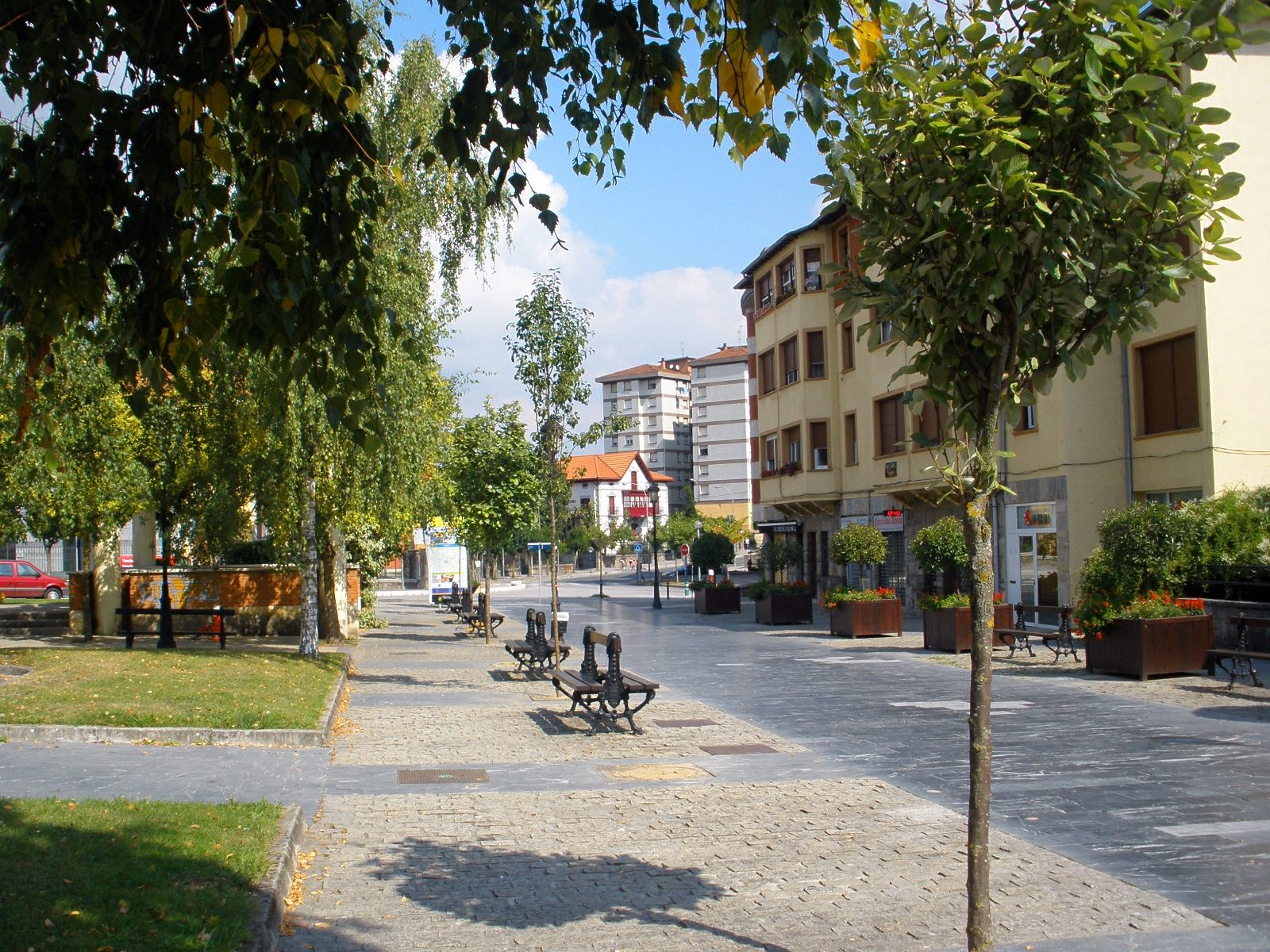
Амурріо
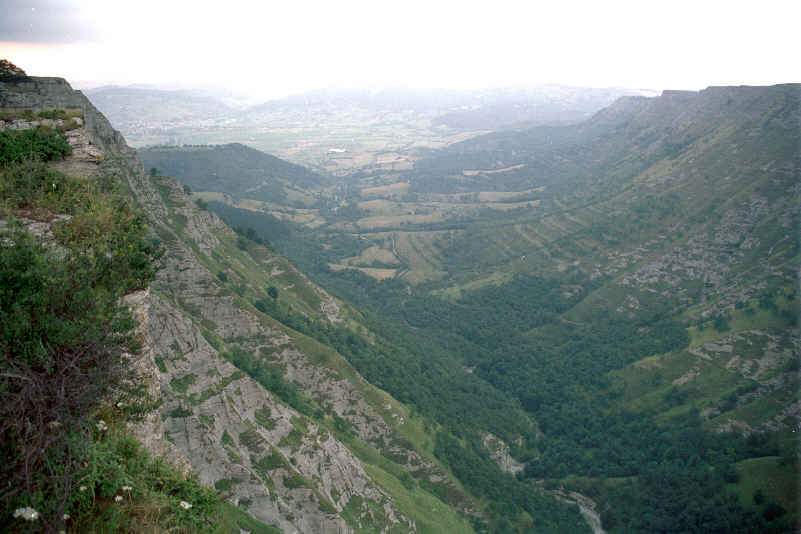
Долина Деліка